# 科琳·科因
科琳·科因（英語：Colleen Coyne，1971年9月19日—），美国女子冰球运动员，场上位置是后卫。她曾代表美国国家队参加1998年冬季奥林匹克运动会冰球比赛，获得一枚金牌。